# ۹۲۰ (میلادی)
۹۲۰ (میلادی) نهصد و بیستمین سال تقویم میلادی است.

## درگذشتگان
‎